# رکن، پنجاب
رکن (به انگلیسی: Rukkan) یک منطقهٔ مسکونی در پاکستان است که در پنجاب واقع شده‌است. رکن ۵۰٬۰۰۰ نفر جمعیت دارد.